# Días de fútbol
Días de fútbol es un largometraje español de 2003 dirigido por David Serrano de la Peña.

## Argumento
Jorge tiene treinta años y piensa que su vida no puede empeorar. Su trabajo le deprime y su novia le deja cuando él le pide matrimonio. Pero aunque parezca mentira las cosas siempre pueden ir a peor y como muestra solo hay que echar un vistazo a sus amigos: Ramón no sabe que le saca más de quicio, si las ocurrencias de su mujer, o su más que perdida lucha contra la alopecia; Gonzalo lleva tanto tiempo estudiando Derecho como buscando novia, y a este paso no parece que vaya a conseguir ninguna de las dos cosas; Carlos aspira a ser un gran actor pero no ha pasado de ser secundario en la teletienda; Miguel es policía y padre de familia pero su sueño es ser cantautor, lo que saca de quicio a su mujer.
El único que parece llevar controladas las riendas de su vida es Antonio, pero eso no quiere decir mucho teniendo en cuenta que acaba de salir de la cárcel. Creen que ha llegado el momento de cambiar sus vidas y la brillante solución que encuentran es volver a montar el equipo de fútbol que tenían de jóvenes, y por fin ganar algo en su vida, aunque sea un trofeo de fútbol 7.

## Premios

### Goyas 2003
| Categoría               | Persona                  | Resultado |
| ----------------------- | ------------------------ | --------- |
| Mejor director novel    | David Serrano de la Peña | Candidato |
| Mejor actor             | Ernesto Alterio          | Candidato |
| Mejor actriz revelación | Nathalie Poza            | Candidata |
| Mejor actor revelación  | Fernando Tejero          | Ganador   |
| Mejor montaje           | Rosario Sainz de Rozas   | Candidata |

- Datos: Q3022994